# 구득
구득은 인도네시아 욕야카르타의 전통 자와 요리이다. 어린 미성숙 잭프루트(gori, nangka muda)를 야자당과 코코넛 밀크로 몇 시간 동안 스튜한 것이다. 마늘, 샬롯, 캔들넛, 고수 씨앗, 갈랑갈, 월계수잎, 티크나무 잎 등 다양한 향신료로 맛을 내는데, 티크 잎은 요리에 붉은 갈색을 부여한다. 때로는 "그린 잭프루트 스위트 스튜"라고 불리기도 한다.

## 제공

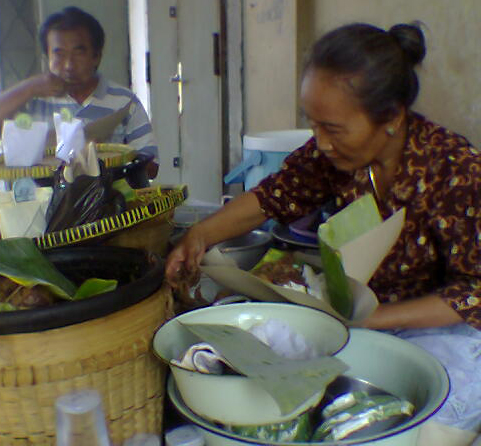
수라카르타, 인도네시아의 길거리 노점에서 구득을 파는 여성

구득은 미성숙 잭프루트와 코코넛 밀크만으로 구성되어 있어 그 자체로 채식주의 음식으로 간주될 수 있다. 하지만 이 요리에는 일반적으로 달걀이나 닭고기가 포함된다. 구득은 흰 찜밥과 함께 제공되며, 오포르 아얌 (코코넛 밀크에 조리된 닭고기) 또는 아얌 고렝 (튀긴 닭고기); 삶은 달걀; 두부 및 템페; 그리고 바삭한 소고기 껍질로 만든 스튜인 삼발 고렝 크레첵이 함께 나온다.

## 이용 가능성 및 포장
구득은 베섹(대나무 상자) 또는 켄딜(점토 항아리)에 포장되거나, 통조림으로 만들 수 있다. 통조림 구득은 최대 1년까지 보관할 수 있다.
구득을 파는 와룽과 식당은 인도네시아 도시 전역에서 찾을 수 있으며, 이 요리는 싱가포르와 말레이시아와 같은 이웃 국가에서도 이용 가능하다.

## 같이 보기
- 밋 쫀
- 자와 요리
- 브롱코스